# Juni-Kampf 1987
Als Juni-Kampf von 1987 (auch Juni-Aufstand, Juni-Bewegung, 10.-Juni-Bewegung, koreanisch 6월 민주 항쟁) wird der erste weitgehend unblutige Machtwechsel an der Spitze der südkoreanischen Regierung seit dem Zweiten Weltkrieg bezeichnet. Nach landesweiten Protesten vom 10. bis zum 29. Juni 1987 sah sich das Militärregime unter Chun Doo-hwan gezwungen, weitgehende Staatsreformen einzuleiten und freie Wahlen abzuhalten. Anstatt wie ursprünglich geplant von seinem Vorgänger ernannt zu werden, wurde General Roh Tae-woo Ende des Jahres vom Volk zum neuen Präsidenten gewählt.

## Hintergrund
Seit der Einführung der Yusin-Verfassung (Vierte Republik) durch Präsident Park Chung-hee wurden die südkoreanischen Präsidenten von einem Wahlmännergremium (die „Nationale Konferenz für Wiedervereinigung“) gewählt, welches zuvor von der Regierung selbst ernannt wurde. Daran hatte sich auch nach Parks Ermordung 1979 nichts geändert, als dessen so erwählter Nachfolger Choi durch den Putsch von Chun Doo-hwan am 12. Dezember 1979 gestürzt wurde. Auch die nun folgende Fünfte Republik war keineswegs demokratisch legitimiert: Chun statuierte 1980 gegen landesweite Proteste ein Exempel, das ungezählte Todesopfer forderte. Chuns neue Verfassung sah eine einmalige siebenjährige Amtszeit für den Präsidenten vor. Dies hatte er geschworen, einzuhalten.
Um den Schein von Demokratie zu wahren, ließ Chun 1985 Wahlen abhalten, welche für die Opposition unter Kim Dae Jung und Kim Young-sam (beide Neue Demokratische Partei Koreas, NKDP) durchaus hoffnungsvoll ausfielen: Chuns Demokratische Gerechtigkeitspartei (DJP) wurde zwar stärkste Kraft, erhielt aber nur 35,2 % der Stimmen, gefolgt von der NKDP und der Demokratischen Koreanischen Partei (DKP). Die zentralen Anliegen der NKDP-Führer waren direkte Präsidentschaftswahlen, was Chun allerdings geschickt hintertrieb. Nach Jahren der Verschleppung tagte endlich im April 1987 ein Parlamentsausschuss über Vorschläge, dann befand Chun jedoch, dass vor einer Verfassungsänderung erst ein reibungsloser Ablauf der in Südkorea stattfindenden Olympischen Sommerspiele erfolgen sollte. Sein Versprechen von 1980 gedachte er (ohne Regeländerung) mit einer unblutigen Machtübergabe an seinen langjährigen Freund und Weggefährten Roh Tae-woo einzuhalten.
Die Verzögerungstaktik Chuns sorgte für Unruhe unter Arbeitern, Studenten und kirchlichen Gruppen, welche denn auch später die zivilgesellschaftliche Basis für die Juni-Bewegung bilden sollten und die „Zentrale der sozialen Bewegung“ als NGO-Bündnis ins Leben riefen. Zusätzlichen moralischen Auftrieb erfuhren die Demonstranten durch die gelungene Peoples Power-Revolution auf den Philippinen im Vorjahr. Anders als 1980 solidarisierten sich die führenden Köpfe der Straßenoppositionsgruppen stark miteinander.

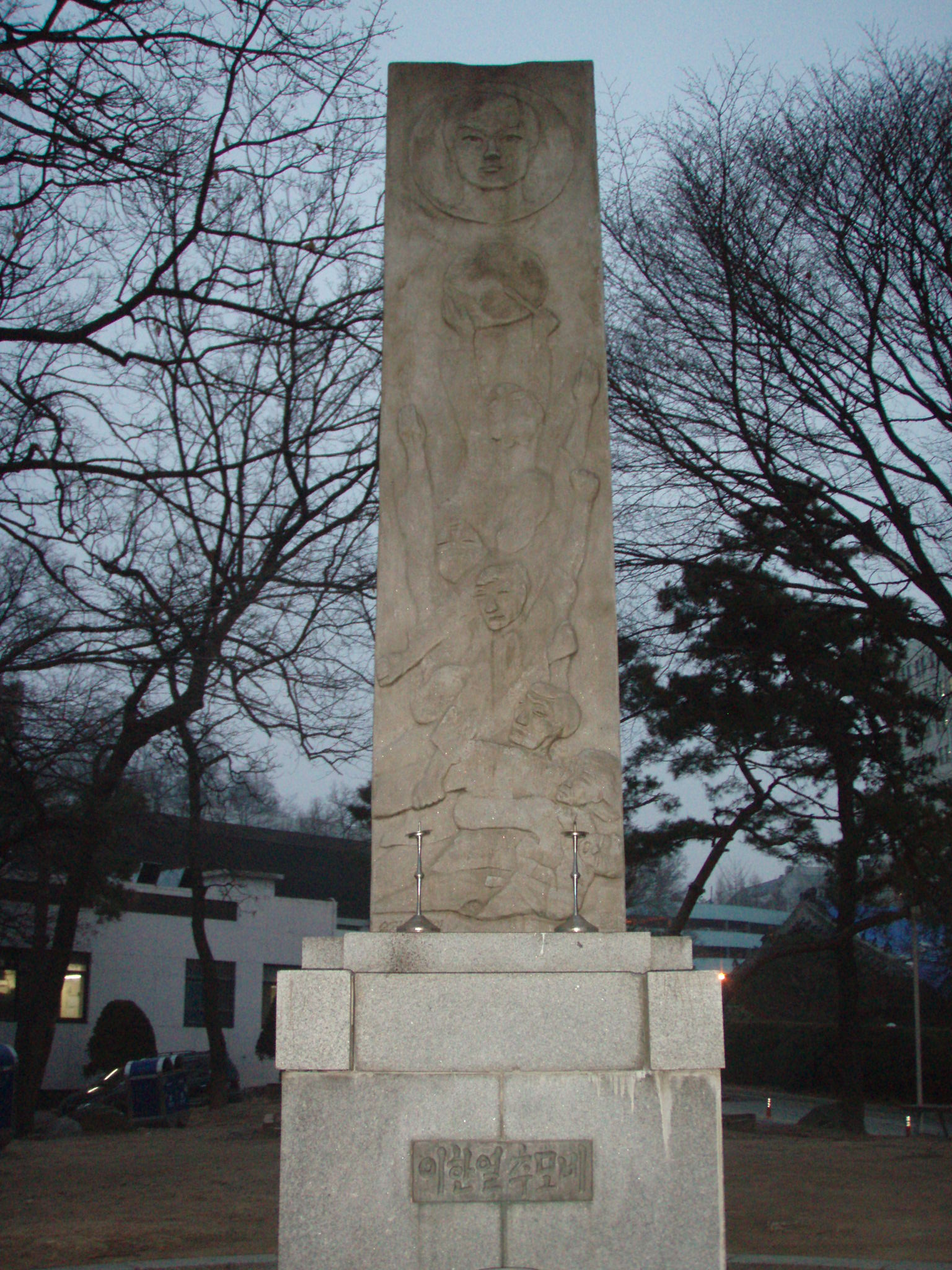
Gedenkstätte für Li Han-yeol an der Yonsei-Universität

Der Tod des im Polizeigewahrsam gefolterten Studenten Bak Jong-cheol fachte die regimekritische Stimmung weiter an, insbesondere da sein Tod geheim gehalten und erst fünf Monate später, im Mai 1987, von der Katholischen Priestergesellschaft für Gerechtigkeit (CPAJ) aufgedeckt wurde. Die CPAJ plante für den 10. Juni eine Demonstration im Gedenken an Bak. Noch am Vortag dieser Demonstration kam es zu einem weiteren Gewaltausbruch, bei der der öffentlich protestierende Student Li Han-yeol von einer Tränengasgranate tödlich verletzt wurde. Die beiden verstorbenen Studenten hatten in Seoul unterschiedliche Universitäten besucht.

## Massendemonstrationen

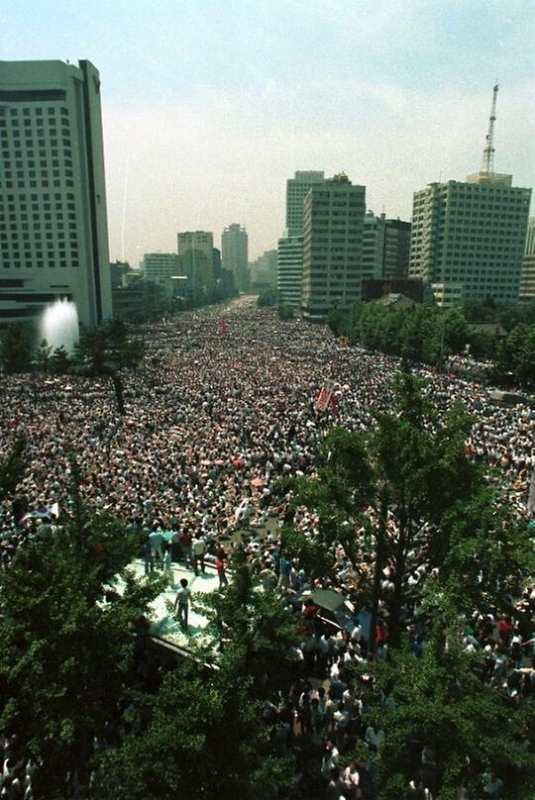
Im Nachgang der Demonstrationen kam es am 9. Juli zu einer Großversammlung von Studierenden anlässlich des Staatsbegräbnisses von Li Han-yeol

Am 10. Juni wurde auch der Präsidentschaftskandidat des Regimes, General Roh Tae-woo, von seiner Partei nominiert. Der bestehende Wahlmodus garantierte seinen absehbaren Wahlsieg; er war ein Vertrauter Chuns. Die Ankündigung führte zu breiten Protesten. 
Nach der Gedenkdemonstration vom 10. Juni fand am 18. Juni eine Demonstration statt, welche einen Bann für den Einsatz von Tränengasgranaten forderte. Selbst Angestellte und Besserverdiener schlossen sich den Protesten an. Bei Protesten am Folgetag kam es zu 3831 Festnahmen; 700 Polizisten sollen verletzt worden sein.
In einer aus anderen Gründen berühmt gewordenen Ansprache in West-Berlin kommentierte US-Präsident Ronald Reagan am 12. Juni die tagesaktuellen Vorgänge in Korea: Die Olympischen Spiele 1988 könnten angesichts der koreanischen Unruhen doch auch in den beiden Hälften Berlins stattfinden. Eberhard Diepgen, Regierender Bürgermeister West-Berlins, äußerte sich dazu aufgeschlossen; DDR-Vertreter lehnten den Vorschlag ab.
Am 19. Juni mobilisierte Chun das Militär. Am selben Tag überreichte ihm der US-Botschafter einen Brief Reagans: Der US-Präsident, der Chun in den Jahren zuvor bereitwillig politisch unterstützt hatte, riet ihm nun zu einer friedlichen Lösung. Chun behielt die Soldaten danach nur in der Reserve, um nicht durch eine Wiederholung des blutigen Massakers sieben Jahre zuvor die Schutzmacht zu provozieren. Dennoch begleiteten hochgerüstete Einsatzkräfte und der Geheimdienst alle Demonstrationen mit größter Wachsamkeit.
Am 22. Juni standen sich in Seoul 100.000 Demonstranten und 60.000 Polizisten im Straßenkampf gegenüber; gewaltbereitere Demonstranten errichteten auch Barrikaden. Der Spiegel berichtete von tausenden Verletzten. Aus weiteren 27 Städten wurden weitere Vorkommnisse gemeldet.
Am 23. Juni demonstrierten 20.000 Studenten friedlich an der Yonsei-Universität, welche wie 27 weitere Universitäten seit der Vorwoche offiziell geschlossen war.
Am Freitag, dem 26. Juni fand der „Große Nationale Marsch für Frieden“ statt, an dem mehr als eine Million Menschen in 34 Städten teilgenommen haben sollen. Am selben Tag berichtete die Zeit von einer Atmosphäre in Seoul, die von Pfefferspray und Tränengas durchsetzt sei. Das Resultat der letzten zwei Wochen sei neben den toten Studenten auch ein tödlich verletzter Polizist, mehr als 12.000 Festnahmen und hunderte Verhaftungen.

## Reaktion und Wandel des Regimes
Am 29. Juni verkündete Regime-Kandidat Roh in einer acht Punkte umfassenden Deklaration, dass zentrale Forderungen der Demonstranten erfüllt würden: freie und demokratische Direktwahlen des Präsidenten, Amnestie für politische Gesinnungshäftlinge, darunter Oppositionskandidat Kim Dae-jung, Schutz des Rechts auf körperliche Unversehrtheit, Meinungs- und Pressefreiheit, Schaffung eines dialogbasierten politischen Klimas und soziale Reformen.
Diesen Katalog setzte das Militärregime in der Folge um. Am 3. Juli wurde in Ulsan die erste Gewerkschaft von Hyundai gegründet und den Arbeitern Streikrechte zugestanden. Bis zum September wurden mehr als 1000 weitere Gewerkschaften gegründet. 
In der Zeit vom 12.–28. Oktober 1987 verabschiedete das Parlament Gukhoe eine grundlegende Verfassungsreform. Darin wurden bislang nicht festgeschriebene Grundrechte verankert, die Direktwahl des Präsidenten garantiert, und dessen Machtfülle zugunsten des Parlaments beschnitten.
Zwei Wochen vor der südkoreanischen Präsidentschaftswahl 1987 verübten nordkoreanische Agenten ein Attentat auf eine Passagiermaschine auf ihrem Weg von Seoul nach Bangkok. Bei dem Terroranschlag auf Korean-Airlines-Flug 858 kamen 115 Menschen ums Leben. Roh, nach wie vor der Kandidat des Militärregimes, profitierte medial von seiner entschlossenen Reaktion auf das Unglück und erzielte mit 36,6 % der Stimmen die einfache Mehrheit. Die einstigen Parteifreunde der Opposition, Kim Young-sam und Kim Dae-jung hatten durch die getrennte Kandidatur ihren jeweiligen Wahlsieg und die Wechselstimmung verspielt und erreichten jeweils knapp unter 30 %. Die Wahlbetrugs-Anschuldigungen der unterlegenen Kandidaten zogen sie bald zurück.

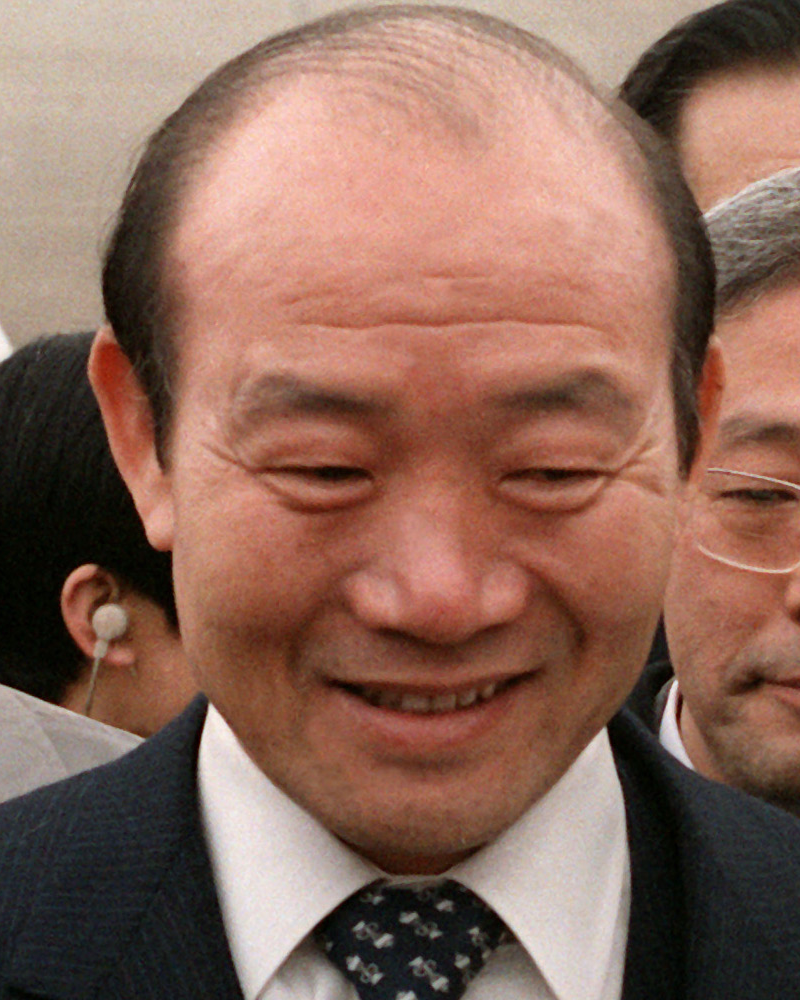
Chun Doo-hwan (1981, im Amt 1980–1988)
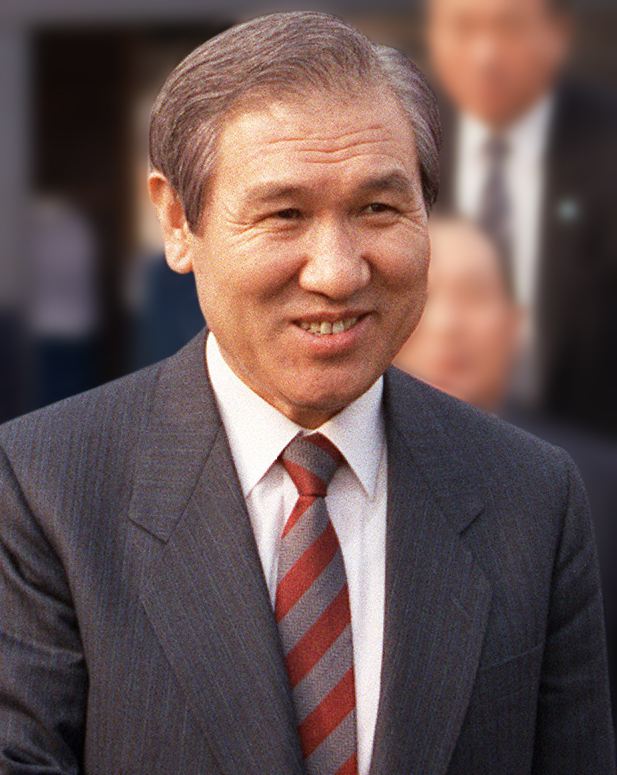
Roh Tae-woo (1989, im Amt 1988–1993)
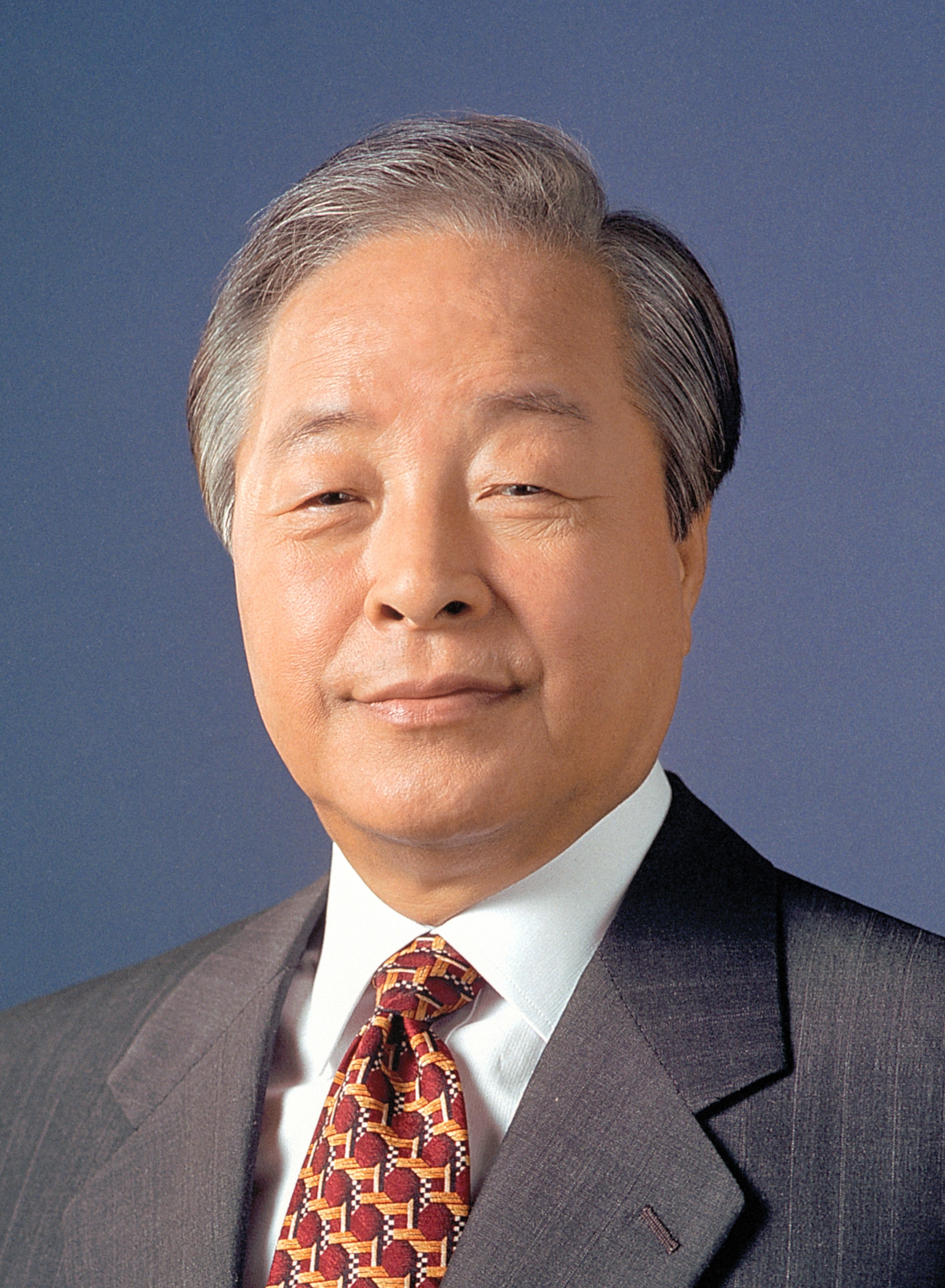
Kim Young-sam (1996, im Amt 1993–1997)
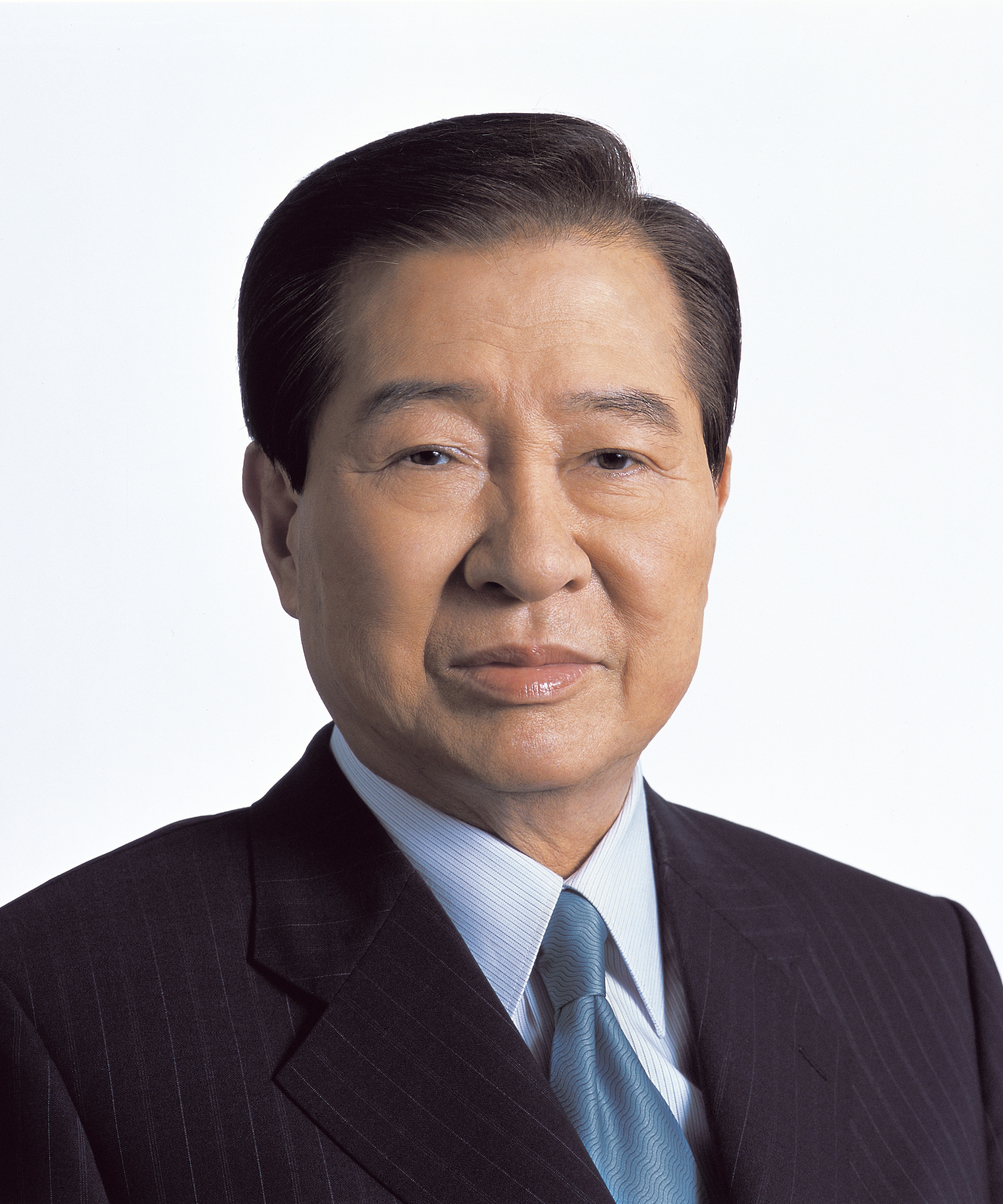
Kim Dae-jung (2001, im Amt 1997–2002)

Mit Rohs Vereidigung im Februar 1988 begann die Zeit der Sechsten Republik. Aufgrund des sozialen Drucks setzte Roh auch nach seinem Sieg weitere Reformen zugunsten von Arbeitern und sozial benachteiligten Schichten um und trug damit zur Stabilisierung des neuen politischen Systems weiter bei. Seine Haupt-Gegenkandidaten von 1987 siegten jeweils bei den folgenden Wahlen 1992 und 1997 und amtierten ebenfalls für je eine volle Amtszeit. Chun und Roh wurden 1996 vor Gericht mit Höchststrafen für Verbrechen während des Militärregimes belegt und später von Präsident Kim begnadigt.
2017 wurde der Regimewechsel in dem Politthriller 1987 von Jang Joon-hwan verfilmt.